# Nowyj Chuszet
Nowyj Chuszet (ros. Новый Хушет) – wieś w Rosji, w Dagestanie, w okręgu miejskim Machaczkały. W 2010 liczyła 11 371 mieszkańców.